# Madballs in Babo: Invasion
Madballs in Babo: Invasion es un juego de acción desarrollado por Playbrains. Fue lanzado el 15 de julio de 2009 en Xbox Live Arcade y el 17 de septiembre de 2009 para Microsoft Windows.
El juego repite la franquicia de juguetes de Madballs. El juego es una secuela de BaboViolent 2.

## Juego
Madballs in Babo: Invasion es un Matamarcianos desde una perspectiva de arriba hacia abajo. Los jugadores lanzan su Babo, una esfera fuertemente armada, alrededor de una arena, intentando matar a los jugadores enemigos. Hay diez Babos únicos repartidos por dos equipos: el B * D * I y el Scorched. Cada Babo tiene estadísticas y habilidades únicas para utilizar. Por ejemplo, el personaje Robo tiene altas defensas, carece de velocidad y puede desarmar a los enemigos con su habilidad especial.
La mayoría de los personajes, armas y habilidades del juego están bloqueados. Un modo de campaña que abarca diez niveles debe ser jugado para desbloquear personajes y armas, pero contenido descargable está disponible para la compra de jugadores que no desean jugar la campaña. Las armas son únicas en el hecho de que tienen dos modos de disparo. La mayoría de las armas pueden cambiar entre los modos de disparo balístico y láser, con otras armas cambiando entre calor y frío. Los jugadores pueden ganar una ventaja sobre los oponentes cambiando a un arma que el enemigo es débil.

## Recepción
El juego uvo críticas mixtas cuando fue lanzado para Xbox Live Arcade, compensando un 68 en Metacritic. IGN le otorgó un 7,5, observando los gráficos y el juego principal. GameSpot calificó con un 7, encontrando el multijugador para ser sólido, pero los personajes a ser molesto. Fueron un poco más positivas para la versión de Windows del juego, con PC Gamer llamándolo «Un lujo sorprendente», y dándole una puntuación de 81/100.